# Torsten och Greta
Torsten och Greta är en svensk TV-serie i sex delar från 1983 i regi av Rune Formare efter ett manus av Max Lundgren.

## Rollista
- Ingela Sahlin - Greta
- Arne Strömgren - Torsten
- Carl Kjellgren - Johan
- Gunnar Öhlund - Karl
- Cecilia Nilsson - Mitte
- Sonya Hedenbratt - Lilian
- Göte Fyhring - Gretas far
- Ulla-Britt Hedenberg - Gretas mor
- Barbro Christenson - Irene
- Lena Lindewall - Elisabeth
- Kåre Sigurdson - Elisabeths far
- Ole Forsberg - Anders
- Thomas Porathe - Martin
- Leif Hedberg - Johansson
- Peter Palmér - Jönsson
- Rut Hoffsten - fru Styrén
- Lars Humble - Bergman
- Claes Thelander - kamrer
- Jan Molander - direktör
- Olle Björling - läkare